# قصبة الساق

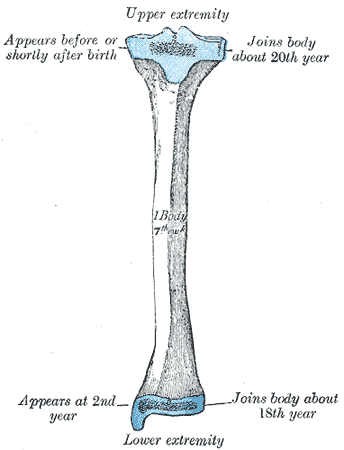
الظنبوب

قصبة الساق أو عظم الظنبوب (الجمع: ظنابيب) هو العظم الأكبر والأقوى وذو التوضع الأمامي من بين عظمي الساق تحت الركبة لدى الفقاريات (العظم الآخر هو الشظية، يتوضع خلف الظنبوب وإلى الخارج منه)، ويصل الركبة بعظام الكاحل. يوجد عظم الظنبوب في الجانب الأنسي (الأقرب إلى الوسط) من الساق إلى جانب الشظية ويكون أقرب منها إلى المستوى الناصف أو الخط المركزي. يرتبط عظم الظنبوب بعظم الشظية بالغشاء بين العظمي في الساق مشكلًا نوع من المفاصل الليفية يدعى التلازم ذات الحركة القليلة جدًا. أطلق على العظم اسم قصبة الساق تيمنًا بساق الناي. إنه ثاني أكبر العظام في جسم الإنسان بعد عظم الفخذ. إن عظام الساق هي أقوى العظام الطويلة إذ أنها تدعم باقي الجسم.

## البنية
في علم التشريح البشري، عظم الظنبوب هو ثاني أكبر العظام في الجسم بعد عظم الفخذ. بشكل مشابه لكل الفقاريات الأخرى، عظم الظنبوب هو أحد عظمي الجزء الأسفل من الساق، والعظم الآخر هو الشظية، وهو أحد مكونات مفصلي الركبة والكاحل.
يبدأ التعظم أو تشكل العظم من ثلاثة مراكز: مركز واحد في الجدل، ومركز واحد في كل من نهايتي العظم.
يُصنَّف عظم الظنبوب على أنه عظم طويل ويتكون بشكل مشابه لكل العظام الطويلة من جسم العظم ومشاشتين. جسم العظم هو القسم الأوسط من عظم الظنبوب، يُدعَى أيضًا بالجدل. المشاشتان هما النهايتان المدورتان للعظم، علوية (تدعى أيضًا بالنهاية لقريبة) هي الأقرب للفخذ، وسفلية (تدعى أيضًا بالنهاية البعيدة) أقرب للقدم. يكون عظم الظنبوب أضيق ما يمكن في الثلث السفلي، وتكون النهاية البعيدة للعظم أصغر من النهاية القريبة.

### النهاية العلوية
تتسع النهاية العلوية أو القريبة من عظم الظنبوب في المستوى المعترض مشكلة لقمتين أنسية ووحشية كلتاهما مفلطحتان في المستوى الأفقي. اللقمة الأنسية هي أكبر اللقمتين، وتكون مدعومة بشكل أكبر من جسم العظم. تتمفصل السطوح العلوية للقمتين مع عظم الفخذ لتشكيل المفصل الظنبوبي الفخذي، وهو الجزء الحامل للوزن من مفصل الركبة.
اللقمتان الأنسية والوحشية مفصولتان عن بعضهما بالباحة بين اللقمتين حيث يرتكز الرباطان المتصالبان والسطح الغضروفي. تشكل الحديبتين الأنسية والوحشية البروز بين اللقمتين. تشكل الباحة بين اللقمتين مع اللقمتين الأنسية والوحشية الهضبة الظنبوبية التي تتمفصل مع النهاية السفلية لعظم الفخذ وترتكز عليها. يقسم البروز بين اللقمتين الباحة بين اللقمتين إلى جزئين أمامي وخلفي. يخترق الباحة الأمامية الوحشية من الباحة بين اللقمتين الأمامية عدة فتحات صغيرة للشرايين المغذية. تكون السطوح المفصلية لكلا اللقمتين مقعرة خاصة في المركز. تكون الهوامش الخارجية المسطحة على تماس مع السطح الهلالي. يكون السطح العلوي للقمة الأنسية بيضوي الشكل ويمتد وحشيًا إلى جانب الحديبة بين اللقمتين الأنسية. يكون السطح العلوي للقمة الأنسية أكثر استدارة وتمتد حافته الأنسية إلى جانب الحديبة بين اللقمتين الوحشية. يحمل السطح السفلي للقمة الأنسية ثلمًا أفقيًا يرتكز عليه جزء من العضلة نصف الغشائية، بينما تحمل اللقمة الوحشية سطحًا مدورًا للتمفصل مع رأس عظم الشظية. يوجد تحت اللقمتين الأحدوبة الظنبوبية التي تمثل مرتكزًا للرباط الرضفي وهو بدوره استمرار للعضلة رباعية الرؤوس الفخذية.

#### السطوح المفصلية
يحمل السطح المفصلي العلوي سطحين مفصليين أملسين.
- السطح المفصلي الأنسي، بيضوي الشكل، يكون مقعرًا قليلًا من جانب إلى الآخر، ومن الأمام إلى الخلف.
- الوحشي، تقريبًا مدور، يكون مقعرًا من جانب إلى الآخر، لكنه محدب قليلًا من الأمام إلى الخلف، خاصة في جزئه السفلي حيث يمتد إلى السطح السفلي لمسافة لقصيرة.

#### البروز بين اللقمتين
يوجد البروز بين اللقمتين بين السطحين المفصليتين في الباحة بين اللقمتين، لكنه أقرب إلى الجهة الخلفية لعظم الفخذ منه إلى الأمامية (شوكة عظم الظنبوب)، يعلوه في كلا الجانبين حديبة بارز، وتمتد في الجانبين على جوانب السطوح المفصلية، أمام وخلف البروز بين اللقمتين توجد انخفاضات خشنة لارتكاز الرباطين المتصالبين الأمامي والخلفي والسطح الهلالي.

## صور إضافية

شكل قصبة الساق اليمنى
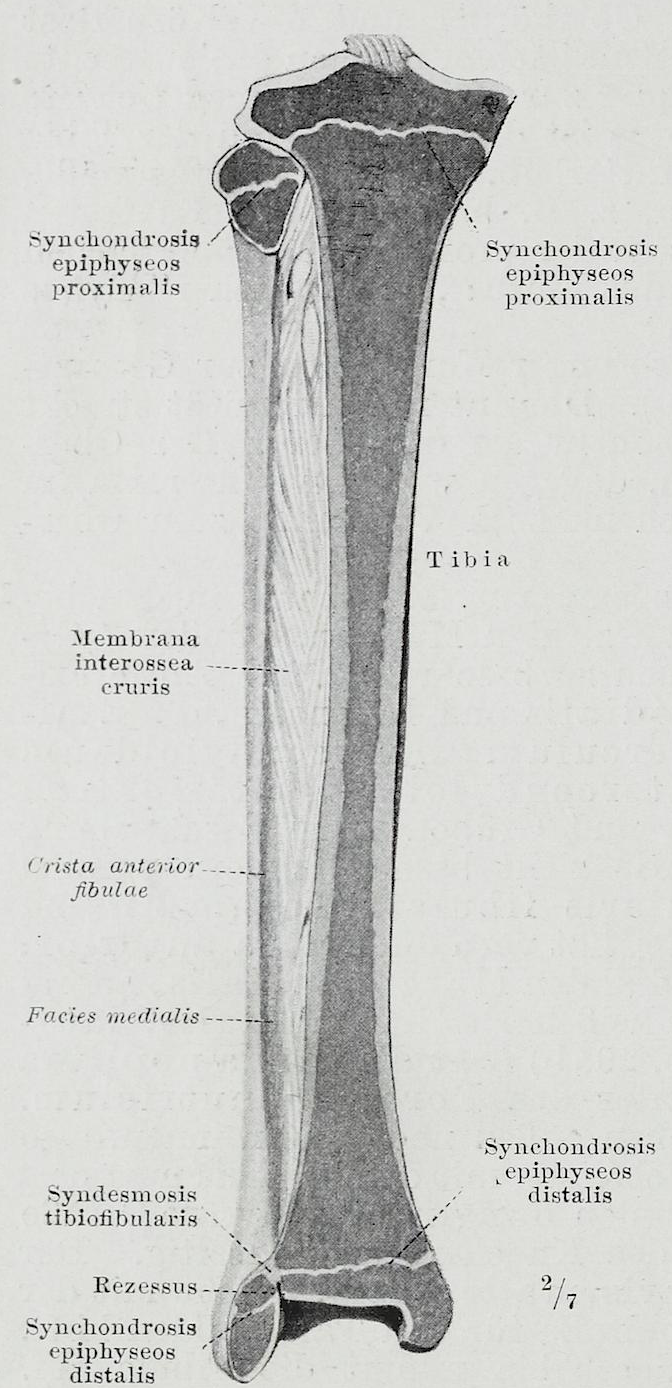
مقطع طولي في قصبة الساق يظهر داخلها.
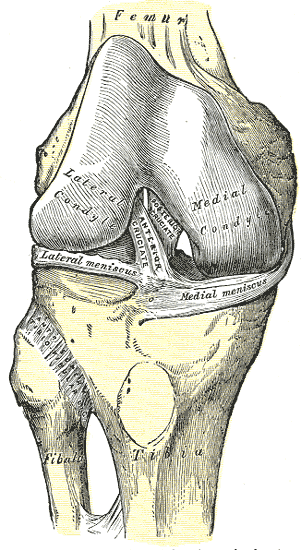
مفصل الركبة اليمنى من الأمام وتظهر الأربطة الداخلية
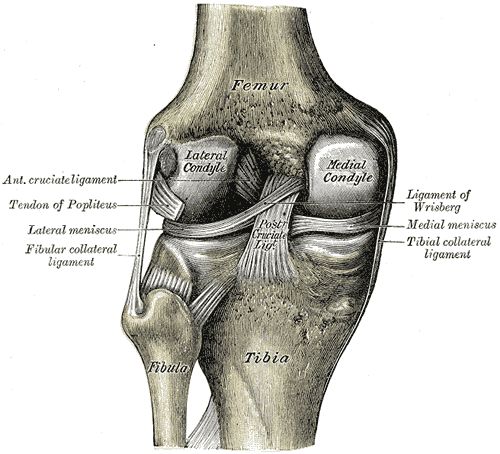
مفصل الركبة اليسرى من الخلف وتظهر الأربطة الداخلية
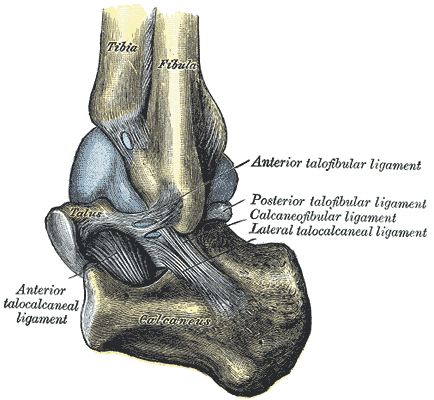
المفصل الكاحلي الساقي الأيسر.
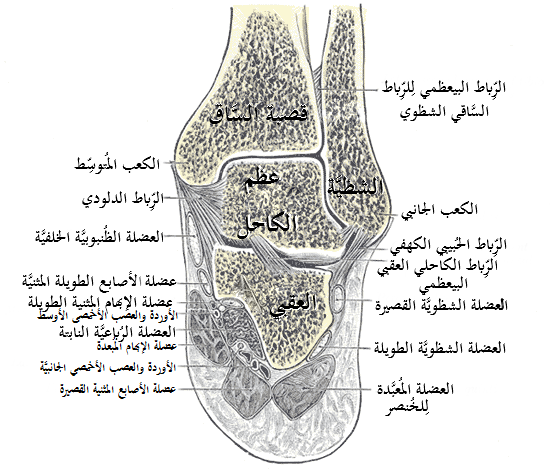
مقطع إكليلي في المفصل الكاحلي الساقي الأيمن والمفصل الكاحلي العقبي الأيمن